# Joxe Azurmendi Otaegi
Joxe Azurmendi Otaegi   (Zegama, 19 de març de 1941 - Sant Sebastià, 1 de juliol de 2025) va ser un escriptor en èuscar i filòsof basc. Va publicar nombrosos articles i llibres d'assaig i poesia sobre ètica, política, filosofia del llenguatge, tecnologia, literatura basca i filosofia.

## Biografia
Va swr membre de Jakin i director de Jakin irakurgaiak, editorial que sota la seva direcció va publicar més de 40 llibres. Així mateix, va col·laborar en la traducció a l'èuscar d'obres filosòfiques a l'editorial Klasikoak. Va ser un dels fundadors de Udako Euskal Unibertsitatea. Va ser catedràtic de filosofia moderna i professor a la Universitat del País Basc. En 2010 va ser nomenat acadèmic d'honor per l'Euskaltzaindia.
La seva obra més coneguda és Espainolak eta euskaldunak (Els espanyols i els bascos) on tracta de rebatre les idees dominants en certs ambients intel·lectuals espanyols referents al fet que els bascos no van passar per un procés de romanització i que la llengua basca pràcticament no s'escriu. Va escriure el llibre com a reacció a un text de Claudio Sánchez-Albornoz que resa així: «Els bascos són els últims que s'han civilitzat a Espanya; tenen mil anys menys de civilització que qualsevol altre poble. Són persones rudes, senzilles, que a més es creuen fills de Déu i hereus de la seva glòria. I no són més que uns espanyols sense romanitzar». En aquesta obra Joxe Azurmendi desmunta els tòpics sobre els bascos de certs intel·lectuals espanyols.

## Pensament
La seva obra sorgeix i es desenvolupa en una època de crisi, sigui aquesta cultural, política o de valors. Crisi que entén com a possibilitat per a noves oportunitats i no com una cosa negativa. És per això que tot el seu pensament gira al voltant de la defensa de la llibertat en tots els àmbits, però sobretot en la consciència i en el pensament. Conseqüentment, lluny de voler fugir d'aquesta crisi, tracta de meditar en la seva obra la manera de viure en aquesta situació. Per a això adopta una perspectiva relativista i lluita contra els últims vestigis del dogmatisme al que tendeix una societat en crisi. Es mostra crític amb l'estat modern al qual acusa de ser la nova església que controla les consciències.
És important la seva aportació en el qüestionament de les lectures canòniques que s'han construït sobre diferents temes. Especialment destacable és la interpretació que fa sobre la il·lustració alemanya. En aquest context desmunta l'aparent oposició entre la il·lustració francesa i el romanticisme alemany, i crea una nova perspectiva per pensar els diferents aspectes que es deriven d'aquesta oposició. D'aquesta manera, en contra d'alguns intel·lectuals espanyols i francesos com Alain Finkielkraut, defensa que el nacionalisme sorgeix a França (Montesquieu, Voltaire, Rousseau, Ernest Renan) i que posteriorment serà reinterpretat pels il·lustrats i romàntics alemanys. Qüestiona la manera en què se'ls atribueix un nacionalisme metafísic a autors com Goethe, Schiller, Herder o Humboldt. En aquest camp, l'oposició entre nacionalisme cívic i nacionalisme ètnic és desconstruïda. Per tant, Azurmendi critica la base essencialista del nacionalisme espanyol i el nacionalisme francès que opera sota aquests estats nacionals.
Es considera influenciat pels autors bascos de la postguerra. De la mateixa manera ha dedicat una part important de la seva obra en la recuperació i reinterpretació de pensadors bascos, com Unamuno, despullant-los de diferents tòpics.

## Obres
A la base de dades Inguma de la comunitat científica basca apareixen més de 180 escrits seus.

### Assaig
- Hizkuntza, etnia eta marxismoa (Llenguatge, ètnia i marxisme) (1971, Euskal Elkargoa)
- Kolakowski (Kołakowski) (1972, EFA): Joseba Arregirekin elkarlanean burututako lana
- Kultura proletarioaz (Sobre la cultura proletària) (1973, Jakin EFA)
- Iraultza sobietarra eta literatura (La revolució soviètica i la literatura) (1975, Gero Mensajero)
- Gizona Abere hutsa da (L'home és pur animal) (1975, EFA)
- Zer dugu Orixeren kontra? (Què tenim contra Orixe?) (1976, EFA Jakin)
- Zer dugu Orixeren alde? (Què tenim a favor de Orixe?) (1977, EFA Jakin)
- Artea eta gizartea (L'art i la societat) (1978, Haranburu)
- Errealismo sozialistaz (Sobre el realisme socialista) (1978, Haranburu)
- Mirande eta kristautasuna (Mirande i el cristianisme) (1978, GAK)
- Arana Goiriren pentsamendu politikoa (El pensament polític d'Arana Goiri)(1979, Hordago Lur)
- Nazionalismo Internazionalismo Euskadin (Nacionalisme internacionalisme al País Basc) (1979, Hordago Lur)
- PSOE eta euskal abertzaletasuna (1894-1934) (El PSOE i el nacionalisme basc (1894-1934)) (1979, Hordago Lur)
- El hombre cooperativo. Pensamiento de Arizmendiarrieta (L'home cooperatiu. Pensament de Arizmendiarrieta) (1984, Lan Kide Aurrezkia)
- Filosofía personalista y cooperación. Filosofía de Arizmendiarrieta (Filosofia personalista i cooperació. Filosofia de Arizmendiarrieta) (1984, EHU)
- Schopenhauer, Nietzsche, Spengler, Miranderen pentsamenduan (Schopenhauer, Nietzsche, Spengler, en el pensament de Mirande)(1989, Susa)
- Miranderen pentsamendua (El pensament de Mirande) (1989, Susa)
- Gizaberearen bakeak eta gerrak (Les paus i les guerres de l'animal humà) (1991, Elkar)
- Espainolak eta euskaldunak (Els espanyols i els bascos) (1992, Elkar)
- Karlos Santamaria. Ideiak eta ekintzak (Karlos Santamaria. Idees i accions) (1994, Gipuzkoako diputazioa (sense publicar))
- La idea cooperativa: del servicio a la comunidad a su nueva creación (La idea cooperativa: del servei a la comunitat a la seva nova creació) (1996, Gizabidea Fundazioa)
- Demokratak eta biolentoak (Els demòcrates i els violents) (1997, Elkar)
- Teknikaren meditazioa (Meditació sobre la tècnica) (1998, Kutxa Fundazioa)
- Oraingo gazte eroak (Els joves bojos d'ara) (1998, Enbolike)
- El hecho catalán. El hecho portugués (El fet català. El fet portuguès) (1999, Hiru)
- Euskal Herria krisian (El País Basc en crisi) (1999, Elkar)
- La violencia y la búsqueda de nuevos valores (La violència i la recerca de nous valors) (2001, Hiru)
- La presencia de Nietzsche en los pensadores vascos Ramiro de Maeztu y Jon Mirande (La presència de Nietzsche en els pensadors bascos Ramiro de Maeztu i Jon Mirande) (2002, Euskalerriaren Adiskideen Elkartea)
- Etienne Salaberry. Bere pentsamenduaz (1903-2003) (Etienne Salaberry. Sobre el seu pensament (1903-2003)) (2003, Egan)
- Espainiaren arimaz (Sobre l'ànima d'Espanya) (2006, Elkar)
- Volksgeist. Herri gogoa (Volksgeist. Caràcter nacional) (2007, Elkar)
- Humboldt. Hizkuntza eta pentsamendua (Humboldt. Llenguatge i pensament) (2007, UEU)
- Azken egunak Gandiagarekin (Els últims dies amb Gandiaga) (2009, Elkar)
- Bakea gudan (Pau en la guerra) (2012, Txalaparta)
- Barkamena, kondena, tortura (Perdó, condemna, tortura) (2012, Elkar)
- Karlos Santamariaren pentsamendua (El pensament de Karlos Santamaria) (2013, Jakin/EHU)[18]
- Historia, arraza, nazioa (Història, raça, nació)(2014, Elkar)[19]
- Gizabere kooperatiboaz (Sobre l'animal humà cooperatiu) (2016, Jakin)
- Hizkuntza, Nazioa, Estatua (Llenguatge, Nació, Estat) (2017, Elkar)
- Beltzak, juduak eta beste euskaldun batzuk (Negres, jueus i altres bascos) (2018, Elkar)
- Pentsamenduaren historia Euskal Herrian (Història del pensament al País Basc) (2020, Jakin)
- Europa bezain zaharra (Tan antic com Europa) (2023, Jakin)

### Poesia
- Hitz berdeak (paraules verdes) (1971, EFA)
- XX. mendeko poesia kaierak: Joxe Azurmendi (quaderns de poesia del segle XX: Joxe Azurmendi) (2000, Susa). Edició de Koldo Izagirre.

### Articles en revistes
- Articles en la revista Jakin[20]
- Articles en la revista Anaitasuna[21]
- Articles en la revista RIEV[22]

## Premis i reconeixement
- 1976: Premi Andima Ibiñagabeitia (Espainolak eta euskaldunak)[23]
- 1978: Premi Irun Hiria (Mirande eta kristautasuna)
- 1998: Premi Irun Hiria (Teknikaren meditazioa)
- 2005: Premi Juan San Martin (Humboldt: Hizkuntza eta pentsamendua).[24]
- 2010: Premi Euskadi Literatura (Azken egunak Gandiagarekin)[25]
- 2012: Premi Eusko Ikaskuntza[26]
- 2012: Premi Dabilen Elea[27]
- 2014: Digitalització de tota l'obra[28]
- 2015: Premi Euskadi Literatura (Historia, arraza, nazioa)[29]
- 2019: Congrés sobre Joxe Azurmendi[30]